# Загадка мертвеца (фильм)
«Загадка мертвеца» (англ. Dead Man's Folly) — американо-британский детективный телефильм 1986 года, основанный на одноимённом (в оригинале) романе Агаты Кристи.

## Сюжет
На празднике в старом английском поместье играют в расследование убийства. Однако внезапно происходит настоящее убийство — верёвкой задушили девочку-подростка, Марлен Таккер.

## В ролях
- Питер Устинов — Эркюль Пуаро
- Джин Стэплтон — Ариадна Оливер
- Тим Пиготт-Смит — сэр Джордж Стаббс
- Констанция Каммингс — Эми Фоллиат
- Джонатан Сесил — капитан Артур Гастингс
- Кеннет Крэнем — инспертор Бланд
- Николетт Шеридан — леди Хэтти Стаббс
- Сьюзен Вулдридж — Аманда Брюис
- Кристофер Гард — Алек Легг
- Кэролайн Лэнгриш — Пэгги Легг
- Джефф Ягер — Эдди Соуз
- Ральф Арлисс — Майкл Уэйман